# GNSR Bicycle Van
Der GNSR Bicycle Van war ein Transportwagen der Great North of Scotland Railway (GNSR) für die Fahrradmitnahme.

## Geschichte
Um 1900 war es in Schottland weit verbreitet in den Sommerurlaub in den nördlichen Lowlands das Fahrrad mitzunehmen. Um den Reisenden eine geeignete und sichere Transportmöglichkeit anbieten zu können, setzte die GNSR ab 1902 zwei in den bahneigenen Werkstätten gebaute Bicycle Vans (deutsch etwa: geschlossener Fahrrad-Güterwagen) ein.
Diese speziellen Güterwagen hatten 28 Fächer auf zwei Ebenen, in die jeweils ein Fahrrad eingestellt werden konnte. Die Fächer hatten am Boden Führungsschienen für die Fahrräder und waren einzeln abschließbar. Die Türen der Fächer konnten von beiden Wagenseiten aus geöffnet werden.
Die Wagen hatten ein Fahrgestell aus Eichenholz und waren mit einer Westinghouse-Bremse ausgerüstet.  Sie waren kastanienbraun lackiert und trugen auf den Seiten den Schriftzug BICYCLE VAN in weißer Farbe.
Im Betrieb stellte sich jedoch heraus, dass das Beladen der oberen Etage an den Bahnhöfen zu lange dauerte und man beschloss Fahrräder wieder in Bremser- oder Gepäckwagen zu transportieren. Die beiden Wagen wurden bereits 1909 ausgemustert und später verschrottet.